# Solo (álbum)
Solo é um EP da banda dc Talk.
É um disco que contém as canções dos integrantes da banda na sua carreira a solo, sendo tocada por todos eles, com a excepção de uma versão cover ao vivo dos U2, "40".
O álbum recebeu um Grammy Award na categoria "Best Rock Gospel Album (incluindo Best Rock/Contemporary Gospel Album)" em 2001.

## Faixas
1. "40" (Ao vivo) – 2:40
2. "Alibi" (Tait) - 4:12
3. "All You Got" (Tait) - 4:39
4. "Return Of The Singer" (Kevin Max) - 3:51
5. "Be" (Kevin Max) - 3:47
6. "Somebody's Watching" (tobyMac) - 3:47
7. "Extreme Days"(tobyMac)  - 3:50